# Sint-Jozefkerk (Ayeneux)

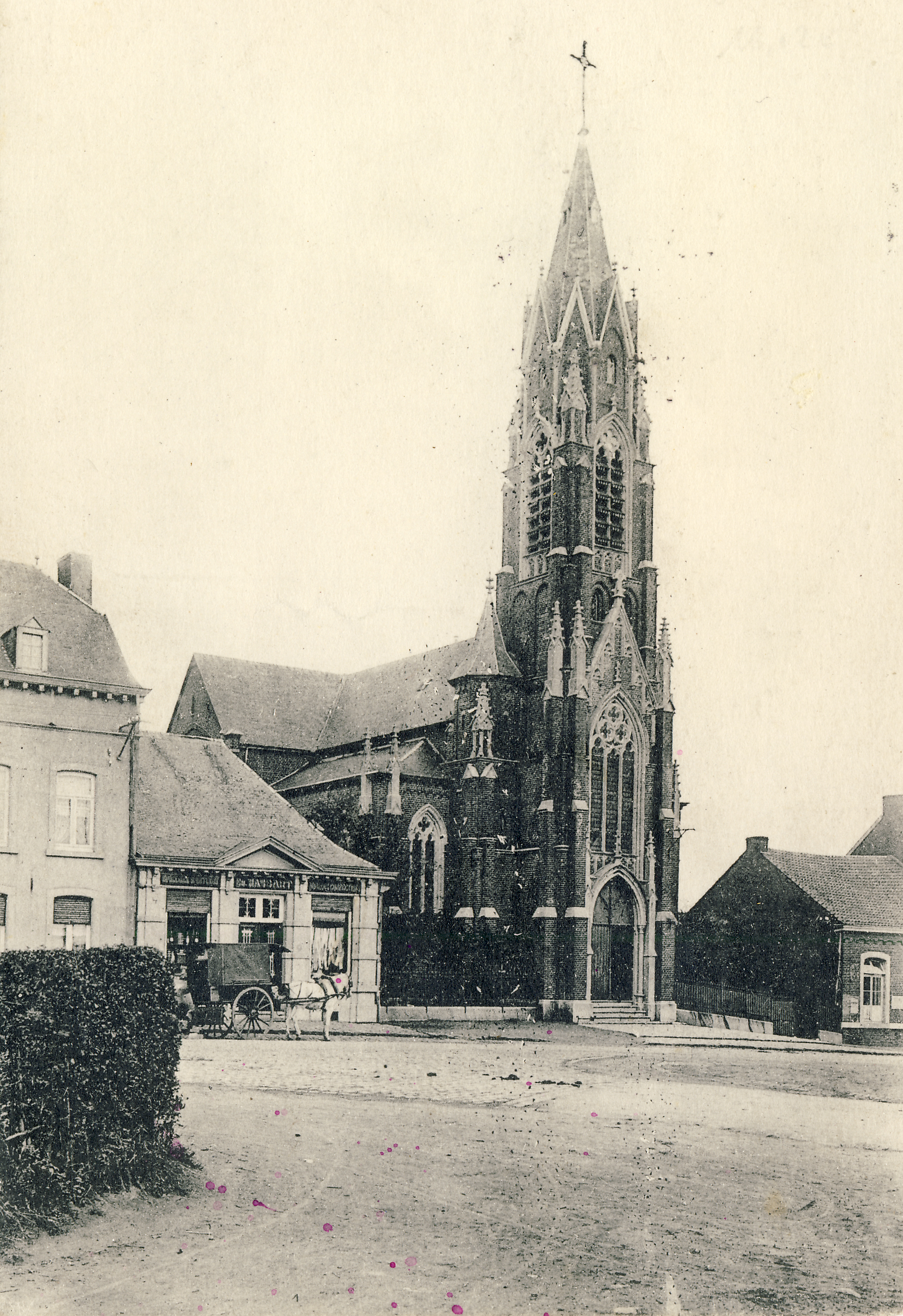
Voormalige Sint-Jozefkerk

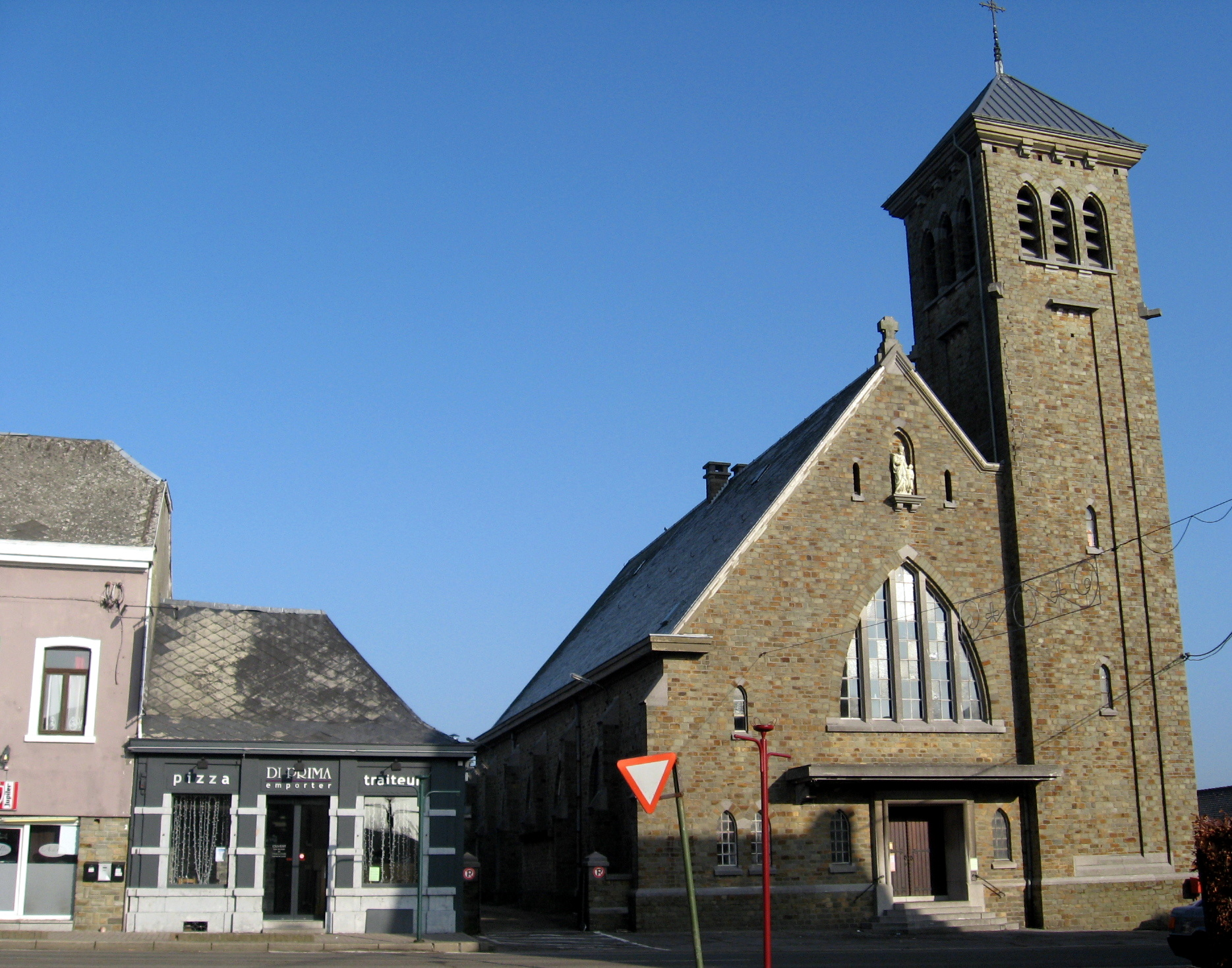
Huidige Sint-Jozefkerk

De Sint-Jozefkerk (Frans: Église Saint-Joseph) is de parochiekerk van de tot de Belgische gemeente Soumagne behorende plaats Ayeneux.

## Geschiedenis
Reeds in 1803 werd er een parochie gesticht, die de kerk van de Karmelieten te Wégimont als parochiekerk benutte. In 1805 werd deze kerk reeds gedegradeerd tot hulpkapel. De parochie werd opnieuw gesticht in 1842. In 1876 werd een neogotische bakstenen kruiskerk met hoge, voorgebouwde toren in gebruik genomen. De kapel op het domein van Wégimont werd op het koor na gesloopt. Dit koor vormt de huidige kapel. Eens per jaar wordt daar een dienst gehouden, geheel in het Waals.
Het huidige kerkgebouw betreft een zaalkerk die gebouwd is in breuksteen naar ontwerp van Oscar Fagard in 1952-1954. 
De kerk onder hoog zadeldak heeft een aangebouwde toren, gedekt door een tentdak. De kerk is in expressionistische stijl. Het interieur toont een reeks spitse bogen. Vrijwel alle kerkelijk meubilair is uit de tijd van de bouw. Een enkel neogotisch schilderij (Jezus sterft aan het kruis en wordt beweend) is ouder, en wel van omstreeks 1880.